# Saint-Germain-de-Coulamer

Saint-Germain-de-Coulamer este o comună în departamentul Mayenne, Franța. În 2009 avea o populație de 403 de locuitori.